# Ochotsk

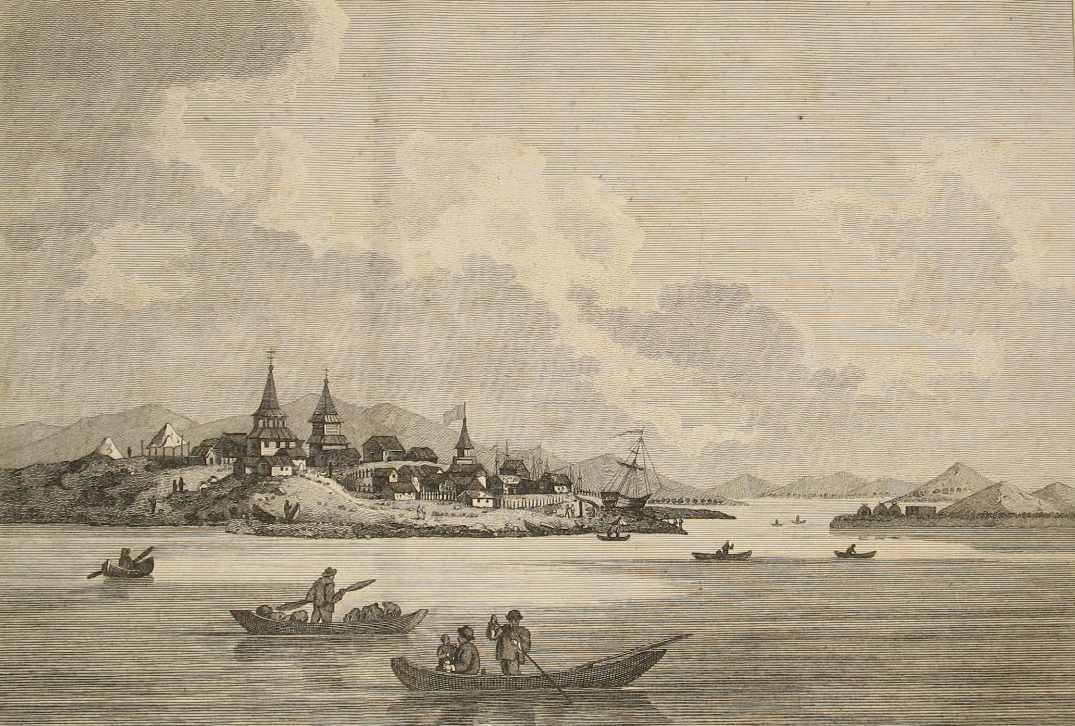
Ochotsk i slutet av 1700-talet. Staden hade vid denna tid stor betydelse för handeln.

Ochotsk (ryska: Охо́тск) är en stad vid mynningen av floden Ochota vid Ochotska havet i Chabarovsk kraj i Ryssland. Staden är administrativt centrum för Ochotskij rajon.
Ochotsk var den första ryska bosättningen vid kusten av Stilla havet. Den grundlades som ett övervintringsläger 1643 av kosacker under Semjon Sjelkovnikov. Fortet Kosoi Ostrozjok byggdes 1649. År 1714 sände Peter den store skeppsbyggare till Ochotsk för att möjliggöra snabbare transporter av pälsverk från Kamtjatka. År 1718 byggde Kozma Sokolov det första fartyget i Ochotsk och begav sig iväg på en resa till Kamtjatka. Denna rutt blev så populär bland ryska sjöfarande att Ochotsk redan på 1730-talet var väl etablerat som den främsta ryska hamnstaden vid Stilla havet.
Framväxten av staden Petropavlovsk-Kamtjatskij gjorde att Ochotsk förlorade sin ledande ställning inom handeln i början av 1800-talet, men staden var även fortsättningsvis av betydelse som rysk flottbas. År 1812 flyttades staden till en ny plats på andra sidan av floden Ochota.
Ochotsk hade viss militär betydelse under ryska inbördeskriget, eftersom Vita arméns generaler Vasilij Rakitin och Anatolij Pepeljajev använde staden som en stödjepunkt under revolten i Jakutien.
Stadens betydelse och folkmängd minskade kraftigt efter Sovjetunionens upplösning. Ochotsk hade 9 298 invånare år 1989, men bara 4 215 invånare år 2010.